# Entedon ocyalus
Entedon ocyalus är en stekelart som beskrevs av Walker 1839. Entedon ocyalus ingår i släktet Entedon och familjen finglanssteklar. Inga underarter finns listade i Catalogue of Life.